# Detector termoiónico
El detector termoiónico (TID, de thermoionic detector) es un detector usado en cromatografía de gases. Es selectivo para compuestos orgánicos fosforados y nitrogenados, aunque su respuesta no es igual para ambos elementos, siendo para el fósforo 10 veces mayor que para el nitrógeno. Es unas 500 veces más sensible que el detector de ionización de llama para compuestos fosforados y unas 50 veces más sensible para compuestos nitrogenados (típicamente aminas, nitratos y otras especies). Debido a esta sensibilidad obtenida con compuestos fosforados, su uso es amplio en la determinación de pesticidas fosforados.
Este detector tiene un principio de funcionamiento parecido al detector de ionización de llama: el gas de salida de la columna se mezcla con hidrógeno y se quema. Este gas pasa alrededor de una esfera de rubidio calentada eléctricamente hasta unos 600-800 °C, y mantenida a un potencial de 180 V respecto al colector, alrededor de la cual se forma un plasma. Mediante un mecanismo no muy bien establecido, se forma una gran cantidad de iones a partir de las moléculas fosforadas y nitrogenadas, y al tener un medio conductor dicha diferencia de potencial permite la aparición de una pequeña corriente eléctrica amplificable y medible. Por lo general, la intensidad de la corriente será proporcional al número de iones formados, y por tanto a la cantidad de analito.